# Amplinus flavocarinatus
Amplinus flavocarinatus är en mångfotingart som först beskrevs av Filippo Silvestri 1898.  Amplinus flavocarinatus ingår i släktet Amplinus och familjen Aphelidesmidae. Inga underarter finns listade i Catalogue of Life.